# 浅草九倶楽部
浅草九倶楽部（あさくさここのくらぶ）は、東京都台東区浅草二丁目にある劇場とホテルの複合施設。2017年開業。芸能事務所のレプロエンタテインメントが総合プロデュースし、飲食・ホテル事業はバンズシティ株式会社によって運営されている。

## THE SHOKUDO
THE SHOKUDOは浅草九倶楽部1階にある食堂。

## 浅草九劇
浅草九劇（あさくさきゅうげき）は浅草九倶楽部2階にある劇場。2017年3月3日開場。
杮落とし公演：ベッド＆メイキングス『あたらしいエクスプロージョン』（作・演出：福原充則、本作で第62回岸田國士戯曲賞を受賞）

## 浅草九倶楽部ホテル
浅草九倶楽部ホテルは浅草九倶楽部内にあるホテル。フロントは1階にある。

## 周辺
- 花やしき
- 浅草九スタ

## 最寄り駅
つくばエクスプレス浅草駅（徒歩6分）（他線の浅草駅からは徒歩15分程度）